# Laelia speciosa
Laelia speciosa (возможное русское название: Лелия специоза) — многолетнее травянистое растение семейства Орхидные.
Вид не имеет устоявшегося русского названия, в русскоязычных источниках используется научное название Laelia speciosa.
Мексиканское название — Flor de Mayo.

## Синонимы
По данным Королевских ботанических садов в Кью:
- Bletia speciosa Kunth in Humb., 1816
- Bletia grandiflora Lex. in P.de La Llave & J.M.de Lexarza, 1825
- Laelia grandiflora (Lex.) Lindl., 1831
- Cattleya grahamii Lindl., 1833
- Laelia majalis Lindl., 1839
- Amalia grandiflora (Lex.) Heynh., 1846
- Amalia majalis (Lindl.) Heynh., 1846
- Cattleya majalis (Lindl.) Beer, 1854

## Биологическое описание
Симподиальные растения относительно мелких (до 20 см в высоту) размеров. 

Псевдобульбы бледно или серовато-зеленые, яйцевидные, около 5 см длиной, несут 1, реже 2 листа, плотно сгруппированные, с возрастом морщинистые.

Листья 13—15 см длиной, жесткие, располагаются в верхней части псевдобульб.

Соцветие 12—20 см длиной, 1—2 цветковые, начинает развиваться весной. 

Цветки 10—15 см в диаметре, плотной текстуры, долго не увядающие, со слабым ароматом напоминающем запах фиалки, окраска от розовых до сиреневых, от бледно до темно окрашенных. Существуют чисто белые формы. Растения с наиболее крупными и эффектными цветками отмечены в Мичоакане.

## Ареал, экологические особенности
Эндемик Мексики. 

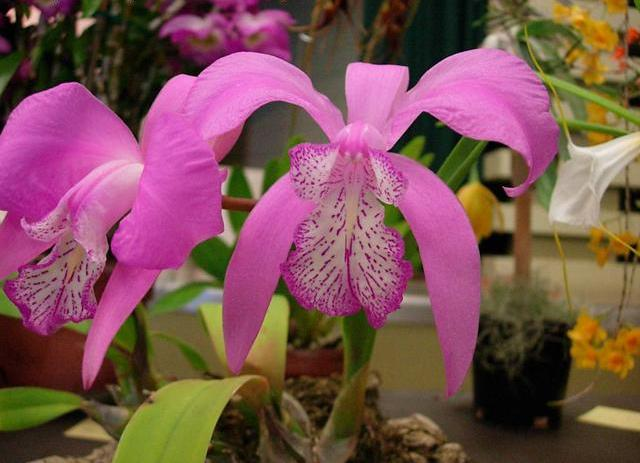
Laelia speciosa

Laelia speciosa встречается на большой территории от центрального плато и окружающих гор в штатах Дуранго, Сакатекас, Агуаскальентес, Халиско, Гуанахуато, Мичоакан, Керетаро, Идальго, Сан-Луис-Потоси и Тамаулипас. 
Эпифит в листопадных дубовых лесах на высотах от 1900—2500 метров над уровнем моря. 
Цветение в конце весны.
Среднемесячное количество осадков: в мае 25 мм, в июне 43 мм, с июля по сентябрь 56—119 мм, в октябре 18 мм, с ноября по апрель 3—10 мм.
Laelia speciosa входит в Приложение II Конвенции CITES. Цель Конвенции состоит в том, чтобы гарантировать, что международная торговля дикими животными и растениями не создаёт угрозы их выживанию. 
Приложение включает все виды, которые в данное время хотя и не обязательно находятся под угрозой исчезновения, но могут оказаться под такой угрозой, если торговля образцами таких видов не будет строго регулироваться в целях недопущения такого использования, которое несовместимо с их выживанием; а также другие виды, которые должны подлежать регулированию для того, чтобы над торговлей образцами некоторых видов из первого списка мог быть установлен эффективный контроль.

## В культуре

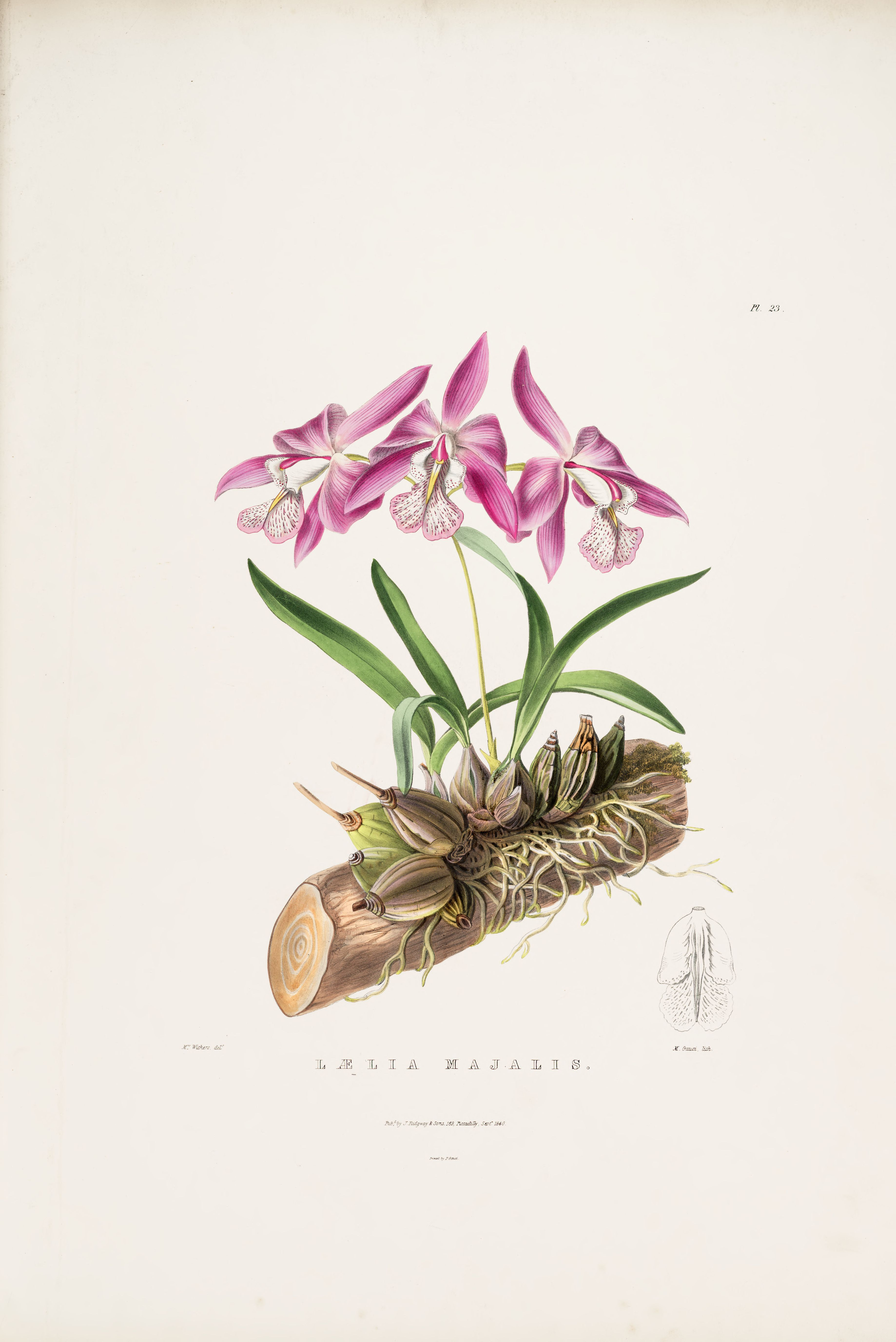
Laelia speciosa
Ботаническая иллюстрация из «The Orchidaceae of Mexico and Guatemala», pl. 23. 1840 г.

Считается сложным для выращивания видом. 

В местах обитания вида дневная температура воздуха летом 24—27 °C, ночью 12—13 °C. Дневная температура зимой 19—21 °C, ночная 3—5 °C. Растения способны адаптироваться к температурным условиям на 3—4 °C теплее, чем указано.
Свет: 3000—4000 FC. В период покоя растения должны получать максимальное количество света. В середине дня растения следует притенять.
Посадка в горшок или корзинку для эпифитов с субстратом из сосновой коры средней или крупной фракции или на блок. При посадке на блок в период вегетации растения поливают ежедневно, в жаркую погоду несколько раз в день.
 Субстрат после полива должен полностью просыхать. Для полива лучше использовать воду прошедшую очистку методом обратного осмоса.

Осенью, с момента полного созревания новых псевдобульб наступает период покоя, который длится в течение 7—8 месяцев до конца весны. В этот период требуется замена полива на редкое опрыскивание и понижение температуры до начала вегетации новых побегов. Регулярный полив начинают постепенно.
Относительная влажность воздуха 55—65 %. 
Подкормки только в период вегетации комплексным удобрением для орхидей в минимальной концентрации 1—3 раза в месяц.
Пересадку, при необходимости, осуществляют в начале роста новых побегов.

## Искусственныегибриды(грексы)
По данным The International Orchid Register.
Всего зарегистрировано более 22 грексов. 
- Laelia William Curtis — L. aurea x L. speciosa, P.Fowler(O/U) 2003